# Conus abrolhosensis
Conus abrolhosensis é uma espécie de gastrópode marinho do gênero Conus, pertencente à família Conidae.
Ocorrem no Mar do Caribe e no Arquipélago de Abrolhos, na Bahia.
Essa espécie é predatória e possui rádulas modificadas, inoculadora de veneno.

## Descrição
Tem uma concha pequena para o gênero, forma bicônica, pináculo elevado; espiral do corpo brilhante, polida, esculpida com numerosas cordas espirais levantadas.
Cor da casca variável, variando de laranja (holótipo) a branco e azul-púrpura; holótipo com manchas brancas espalhadas ao redor do meio do corpo e ponta anterior; espirais de holótipo laranja escuro com flâmulas brancas de forma oval uniformemente espaçadas ao redor da borda da periferia. Em espécimes brancos e roxos, pináculo marrom escuro, com o mesmo padrão de flâmulas brancas uniformemente espaçadas.